# Haemaphlebiella formona
Haemaphlebiella formona là một loài bướm đêm thuộc phân họ Arctiinae, họ Erebidae.